# محمد ایوب خان (رئیس‌جمهور پاکستان)
اَیّوب خان (زاده ۱۴ مه ۱۹۰۷ – درگذشته ۱۹ آوریل ۱۹۷۴) دومین رئیس‌جمهور پاکستان طی سال‌های ۱۹۵۸ تا ۱۹۶۹ میلادی بود.
پیش از آن، در سال ۱۹۵۱ وی به عنوان نخستین فرماندار بومی در پاکستان منصوب شد.